# Kurban
Kurban est un groupe de rock et thrash metal turc, originaire d'Istanbul. Le groupe est actif entre 1995 et 2005, puis reformé le 31 décembre 2006. Ils comptent un total de quatre albums dont le dernier Sahip est sorti en mars 2010.

## Biographie
Kurban est formé en 1995 tout d’abord sous le nom de Outside et ne jouait que des morceaux écrit en anglais. En 1997, le groupe change de nom pour Kurban et écrit désormais ses textes en turc. Kurban signifie « sacrifice »

. Le nom fait référence à la fête religieuse Kurban Bayramı (la fête du sacrifice ou Aïd el Kebir). Le groupe à d’ailleurs fait figurer un mouton sur les pochettes de leurs deux premiers albums Kurban et Sert en référence à cette célébration. En mars 1999, le groupe sort son premier album Kurban. La même année, ils jouent en première partie de Metallica au stade Ali Sami Yen. En août 2000, Umut Gökçen part pour les États-Unis, et est remplacé par le nouveau guitariste Özgür Kankaynar. C'est avec cette formation que Kurban sort ses deux albums suivants Sert en 2004, et Insanlar en 2005.
En 2005, lors du festival RockIstanbul, Kurban assure la première partie de Megadeth. Bien que l’album Insanlar se soit vendu à près de 25 000 exemplaires dès le premier mois de sa sortie, le groupe se sépare en juin 2005. Alors que Deniz Yılmaz rejoint le groupe Panik, le batteur, Burak Gürpınar rejoint le groupe Athena. Le bassiste et leader du groupe, Kerem Tüzün, commence un travail avec Demir Demirkan qui durera jusqu’au retour du groupe en 2006,. En 2006, l’album Kurban figure en quatrième place du classement des trente meilleurs albums dans l’histoire du rock turc par le magazine Blue Jean.
Le 30 décembre 2006, le groupe fait connaitre publiquement son intention de se reformer. Quatre semaines après cette annonce, Kurban donnait de nouveau ses premiers concerts. Au début de l’année 2007, commence un tournée qui sera interrompue pendant quinze mois par le départ du chanteur Deniz Yilmaz pour le service militaire. À son retour, le groupe reprend ses concerts. En septembre 2009, la formation travaille sur son quatrième et dernier album Sahip, sorti le 20 mars 2010. En 2014, ils publient deux singles intitulés Usulca et Nafile ; et en 2015, intitulé İyi ol.

## Membres

### Membres actuels
- Deniz Yılmaz - chant, guitare (1995-2005, depuis 2006)
- Özgür Kankaynar - guitare, chœurs (1999-2005, depuis 2006)
- Kerem Tüzün - basse, chœurs (1995-2005, depuis 2006)
- Burak Gürpınar - batterie (1995-2005, depuis 2006)

### Ancien membre
- Umut Gökçen - guitare (1995-1999)

## Discographie

### Albums studio
- 1999 : Kurban
- 2004 : Sert
- 2005 : İnsanlar
- 2010 : Sahip

### Singles
- 2014 : Usulca
- 2014 : Nafile
- 2015 : İyi ol